# Gerald Birks
Gerald Birks (Montreal, 30 ottobre 1894 – Toronto, 26 maggio 1991) è stato un aviatore canadese.
Il tenente Gerald Alfred Birks, insignito della Military Cross, è stato un Asso dell'aviazione della prima guerra mondiale canadese accreditato con dodici vittorie aeree mentre prestava servizio nel British Royal Flying Corps e nella Royal Air Force.

## Biografia
Era uno dei sette figli (quattro figli e tre figlie) nati da William Massey Birks e Miriam (nata Gifford). Suo padre era un socio dei gioiellieri Henry Birks & Sons. I Birks discendevano da una famiglia di agricoltori di Darfield (South Yorkshire), che emigrò in Canada nel 1832.
Birks fu educato alla Montreal High School e al Lower Canada College e studiò architettura alla McGill University quando scoppiò la guerra.
Birks si arruolò nella Canadian Expeditionary Force il 31 agosto 1915, prestando servizio come tenente nel 73rd Battalion (Royal Highlanders of Canada) e fu ferito nel novembre 1916 durante la Battaglia della Somme.
Birks è entrato a far parte di Royal Flying Corps Canada l'8 marzo 1917 ed è stato addestrato come pilota a Deseronto, vicino a Kingston (Ontario) e Camp Borden in Ontario. Volò in solitaria dopo sole 2 ore e mezza di addestramento al volo e fu assegnato come sottotenente nella RFC il 13 agosto 1917, ma non si recò in Inghilterra fino a novembre. È stato assegnato al No. 54 Training Squadron a dicembre, è stato nominato flying officer il 15 gennaio 1918 ed inviato alla No. 2 School of Aerial Gunnery a febbraio.
Questo prolungato periodo di addestramento significava che aveva accumulato 138 ore di volo nel suo diario di bordo prima di raggiungere infine il No. 66 Squadron RFC in Italia il 10 marzo 1918. È stato assegnato alla Sezione "C", su un caccia con un sedile singolo Sopwith Camel ed è diventato il gregario preferito del collega Asso dell'aviazione canadese William George Barker. La prima vittoria aerea di Birks arrivò il 18 marzo, quando abbatte un aereo da ricognizione della Rumpler Flugzeugwerke su Pravisdomini, del pilota dell'Impero austro-ungarico di nome Shneeberger. Sei giorni dopo, ha incendiato un altro velivolo da ricognizione, dell'equipaggio di Poelzi e Suski. La sua terza vittoria non arrivò fino al 2 maggio, quando ferì il Leutnant K. Kosiuski che distrusse il suo Albatros D.V. Due giorni dopo, Birks ha abbattuto l'asso Oberleutnant Karl Patzelt, così come F. Frisch.
Oltre a uccidere entrambi i piloti austro-ungarici, ha distrutto entrambi i loro Albatros D.V; sono stati accreditati come "catturati" perché cadevano all'interno delle linee italiane. Il nuovo asso ha abbattuto un altro D.V in fiamme una settimana dopo, l'11 maggio. Distrusse due caccia Aviatik D.I in cinque minuti durante una pattuglia mattutina il 19 maggio. Il giorno dopo, ne ha distrutto un altro. Il 24 maggio, mentre volava con Barker, a Birks è stato attribuito il merito di aver abbattuto l'asso ungherese Josef Kiss della Flik 55J; Birks divenne così un doppio asso. Il 9 giugno Birks ha dato fuoco ad un altro Albatros D.V in volo. Il 21, ha distrutto un altro D.V su Motta di Livenza. Insolitamente per un pilota britannico, non ha avuto vittorie "soft", come "spinto fuori controllo".
Birks lasciò lo Squadron n. 66 il 1º luglio 1918, tornando in patria per servire come istruttore alla Scuola di combattimento aereo ed artiglieria da settembre. Ha ricevuto la Military Cross che fu pubblicata il 16 settembre 1918. La citazione diceva:
Military Cross
Lieutenant Gerald Alfred Burks, RAF
"Per la prodigiosa galanteria e la devozione al dovere nel distruggere sei aerei nemici, due dei quali sono caduti dalla nostra parte delle linee."
Birks fu trasferito nell'elenco dei non occupati della RAF il 13 marzo 1919.

### Il dopoguerra
Dopo la guerra, Birks si riunì alla gioielleria di famiglia ed il 21 agosto 1924 sposò Margaret Ryrie di Toronto. Birks divenne un mecenate delle arti e fu un pittore attivo fino alla sua morte a Toronto il 26 maggio 1991.